# کتابخانه ایالتی بایرن

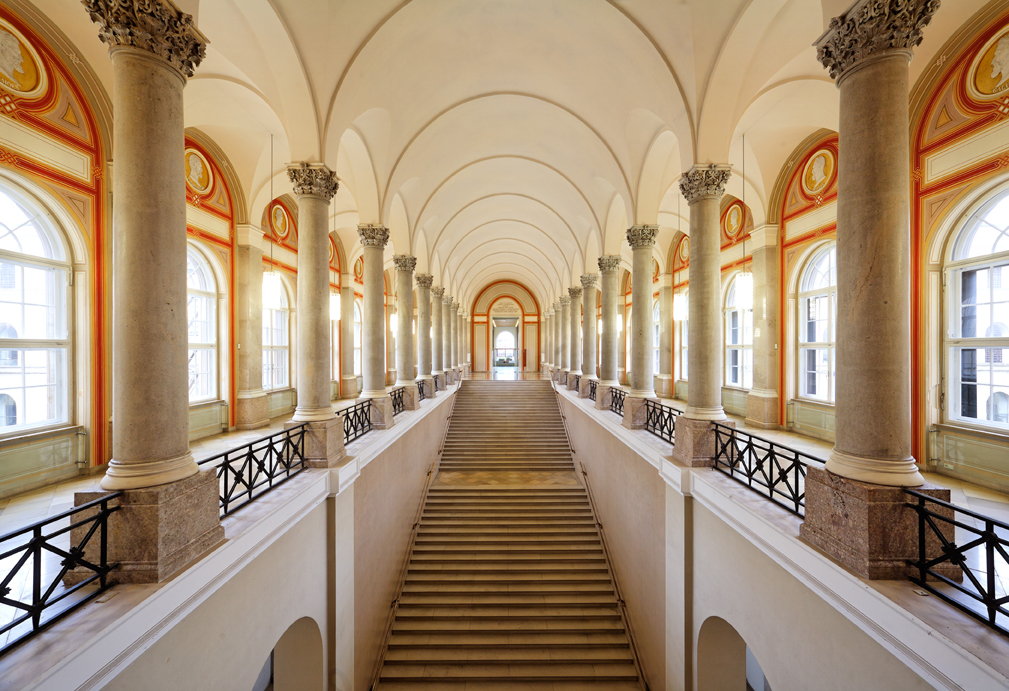
پلکان کتابخانه

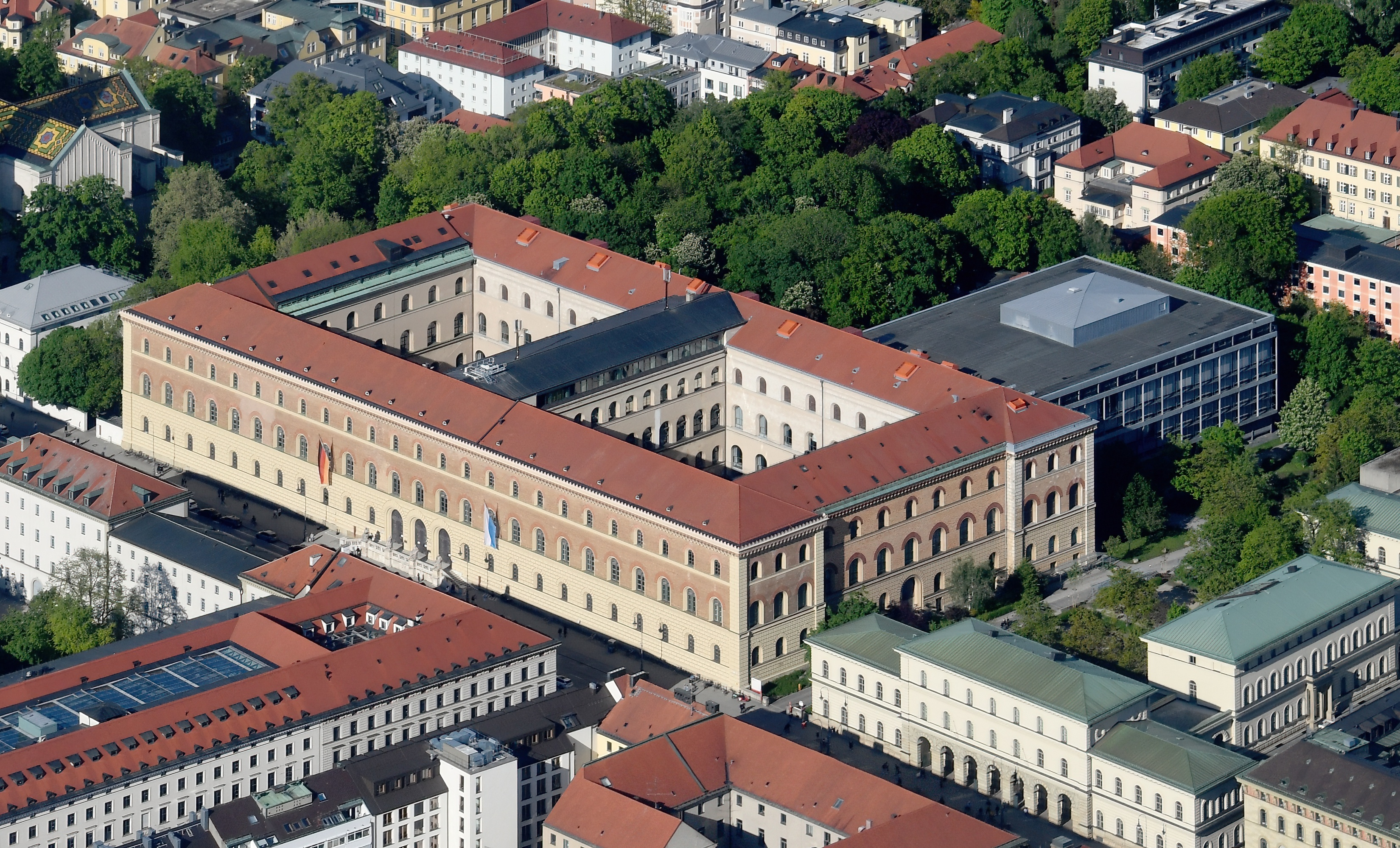
نمای هوایی از کتابخانه

کتابخانه ایالتی بایرن (به زبان آلمانی: Bayerische Staatsbibliothek، به اختصار BSB)، که پیش از سال ۱۹۱۹ به نام Bibliotheca Regia Monacensis(کتابخانه سلطنتی موناکو) شناخته می‌شد، یک کتابخانه عادی دولتی دانشگاهی منطقه ای در مونیخ آلمان است.

## موقعیت
این کتابخانه در مونیخ مرکزی یعنی "Landesbibliothek"، قرار دارد.

## جایگاه
کتابخانه دولتی ایالت آزاد بایرن، بزرگ‌ترین کتابخانه جهانی و تحقیقاتی در آلمان و یکی از مهم‌ترین کتابخانه‌های جهانی اروپا است. این کتابخانه در حال حاضر (تا سال ۲۰۱۹) با دارا بودن حدود ۱۰٫۸۹ میلیون جلد کتاب در میان بهترین کتابخانه‌های تحقیقاتی در سراسر جهان قرار دارد.

## انبار نسخ
علاوه بر کتابهای یادشده، انبار تاریخی آن شامل یکی از مهم‌ترین مجموعه‌های خطی جهان، بزرگ‌ترین مجموعه انکونابولا در سراسر جهان، و همچنین مجموعه‌های ویژه مهم دیگر است. مجموعه آثار تاریخی آن مربوط به قبل از سال ۱۸۵۰ تقریباً یک میلیون واحد است.